# Thaumatoneuridae
Famille
Les Thaumatoneuridae sont une petite famille de libellules qui fait partie des zygoptères dans l'ordre des odonates. Elle comprend 2 genres et 4 espèces. Ces demoiselles se retrouvent au Costa Rica et au Panama. Elles fréquentent les habitats subtropicaux et tropicaux humides des forêts montagneuses et des rivières.

## Liste des genres
Cette famille comprend 2 genres :
- Paraphlebia Selys in Hagen, 1861
- Thaumatoneura McLachlan, 1897